# Langelandia mauli
Langelandia mauli is een keversoort uit de familie somberkevers (Zopheridae). De wetenschappelijke naam van de soort werd in 1974 gepubliceerd door Franz.